# Francesco Saverio Borrelli
Pour les articles homonymes, voir Borrelli.
Francesco Saverio Borrelli (né à Naples le 12 avril 1930  et mort à Milan le 20 juillet 2019) est un magistrat italien, chef du pool Mani Pulite de Milan.

## Biographie
Francesco Saverio Borrelli est né à Naples le 12 avril 1930. Il est entré dans la magistrature en 1955 et presque toute sa carrière s'est déroulée au tribunal de Milan, jusqu'à son discours de procureur général de la Cour d'appel en 2002. Celui-ci s'est terminé par un appel pour l'indépendance du pouvoir judiciaire : 
« Resistere, resistere, resistere, come sulla linea del Piave »
« Résister, résister, résister comme sur la ligne du Piave »
.
Il doit sa renommée à la période pendant laquelle il a dirigé le pool Mani pulite (mains propres) de 1992 à 1999 et diligenta une série d'enquêtes judiciaires visant des personnalités du monde politique et économique italien. Ces enquêtes mirent au jour un système de corruption et de financement illicite des partis politiques surnommé Tangentopoli. De 1999 à 2002, date de sa retraite, il a été procureur général de la Cour d'appel de Milan.
Après sa carrière de magistrat, Borrelli est nommé à la tête de l'office d'investigation de la FIGC en 2006. Il a été nommé par le commissaire extraordinaire Guido Rossi qui a révélé le scandale Calciopoli, un scandale sportivo-financier secouant en 2006 le football professionnel italien (première et seconde division).
Parallèlement à sa carrière de magistrat, il a cultivé un intérêt pour l'opéra avec une présence permanente à la Scala de Milan. Il a été nommé président du Conservatoire de Milan en 2007.
Francesco Saverio Borrelli est mort le 20 juillet 2019 à l'Hospice Floriani de l'Istituto dei Tumori de Milan où il était hospitalisé.

## Distinction
: Chevalier grand-croix de l'ordre du Mérite de la République italienne le 29 février 2012.

## Publications
- (it) Corruzione e giustizia. Mani pulite (1992-1998) nelle parole del procuratore Francesco Saverio Borrelli, a cura di Corrado De Cesare, Milan, Kaos, 1999.  (ISBN 88-7953-082-8).
- (it) Antonio Tabucchi e un dialogo con Francesco Saverio Borrelli, Rome, Gruppo Editoriale L'Espresso, 2016.